# فرودگاه بین‌المللی باچا خان
فرودگاه بین‌المللی باچا خان (به انگلیسی: Bacha Khan International Airport) یک فرودگاه همگانی با کد یاتا PEW است که یک باند فرود آسفالت دارد و طول باند آن ۲۷۴۳ متر است. این فرودگاه در شهر خیبر پختونخوا کشور پاکستان قرار دارد و در ارتفاع ۳۵۳ متری از سطح دریا واقع شده‌است.

## شرکت‌های هواپیمایی و مقصدهای پروازی

### Scheduled flights
| شرکت‌های هواپیمایی           | مقصدهای پروازی                                                                      |
| --------------------------- | ----------------------------------------------------------------------------------- |
| ایر عربیا                   | راس الخیمه، شارجه                                                                   |
| ایربلو                      | ابوظبی، دوبی، جناح، ملک عبدالعزیز                                                   |
| هواپیمایی امارات            | دوبی                                                                                |
| گلف ایر                     | بحرین                                                                               |
| هواپیمایی بین‌المللی پاکستان | ابوظبی، چیترال، دوبی، بینظیر بوتو، ملک عبدالعزیز، جناح، کوالالامپور، مسقط، ملک خالد |
| هواپیمایی قطر               | حمد                                                                                 |
| هواپیمایی سعودی             | ملک عبدالعزیز، ملک خالد، شاهزاده محمد بن عبدالعزیز                                  |
| Serene Air                  | جناح                                                                                |
| شاهین ایر                   | ابوظبی, العین، دوبی، ملک عبدالعزیز، جناح، کویت، مسقط، ملک خالد، شارجه               |

### پروازهای چارتر
| شرکت‌های هواپیمایی    | مقصدهای پروازی |
| -------------------- | -------------- |
| عسکری اوییشن         | جناح           |
| Peshawar Flying Club | پاراچنار       |